# Narathura quadra
Narathura quadra är en fjärilsart som beskrevs av Evans 1957. Narathura quadra ingår i släktet Narathura och familjen juvelvingar. Inga underarter finns listade i Catalogue of Life.